# Anica Nazor
Anica Nazor (Potoci, općina Drvar, Bosna i Hercegovina, 2. veljače 1935.), hrvatska filologinja, paleoslavistica, paleokroatistica i akademkinja. 

## Životopis
Osnovnu školu završila je u Đakovu, a realnu gimnaziju u Osijeku, gdje je maturirala 1954. Diplomirala je na Filozofskom fakultetu Sveučilišta u Zagrebu 1959., a doktorirala 1965.
Radila je u Staroslavenskom institutu u Zagrebu (od 1962.) gdje je bila ravnateljica (od 1967. do 1978. ) i (od 1986. do 2005). 
Jedna je od najznačajnijih istraživačica hrvatskoga glagoljaštva i najbolja poznavateljica glagoljske tiskane knjige. Bavi se proučavanjem hrvatskoglagoljskih rukopisa i tiskanih knjiga.
Redovita je članica Hrvatske akademije znanosti i umjetnosti od 1992.

## Najvažnija djela
"Ja slovo znajući govorim..." : knjiga o hrvatskoj glagoljici, Erasmus naklada, Zagreb 2008.

## Nagrade
2011. Dobitnica Državne nagrade za znanost Republike Hrvatske za životno djelo u području humanističkih znanosti.

## Vanjske poveznice
- Biografija, web stranica HAZU
- Bibliografija, web stranica HAZU